# Pagory
Pagory – przysiółek wsi Bobrowniki w Polsce położony w województwie świętokrzyskim, w powiecie włoszczowskim, w gminie Kluczewsko.
W latach 1975–1998 miejscowość administracyjnie należała do województwa piotrkowskiego.